# Rosenbrystet gøgedue
Rosenbrystet gøgedue (latin: Macropygia amboinensis) er en dueart, der lever i det østlige Indonesien og på Ny Guinea.